# Eukoenenia draco
Eukoenenia draco är en spindeldjursart som först beskrevs av Henri de Peyerimhoff 1906.  Eukoenenia draco ingår i släktet Eukoenenia och familjen Eukoeneniidae.

## Underarter
Arten delas in i följande underarter:
- E. d. draco
- E. d. zariquieyi